# Бирни, Уильям
Уильям Бирни (англ. William Birney; 28 мая 1819, Хантсвилл, Алабама — 14 августа 1907, Форест-Глен, Мэриленд) — американский адвокат и военный деятель времён Гражданской войны в США. Известен как сторонник отмены рабства и создатель нескольких «цветных пехотных полков», вошедших в состав армии Севера.

## Биография
Родился в семье известного аболициониста Джеймса Бирни. Своё детство Уильям провёл среди рабов, работавших на хлопковой плантации его отца. Позднее он поступил в Йельский университет, где стал обучаться на адвоката. После окончания университета в 1848 году Бирни отправился во Францию в качестве корреспондента одной из нью-йоркских газет. Вернувшись на Родину, он основал газету Philadelphia Daily Register, после чего приступил к работе по специальности в Огайо.
После начала Гражданской войны в США Бирни отправился служить в волонтёрский полк Нью-Джерси, в составе которого принял участие в первом сражении при Булл-Ране. Во время несения службы он стал известен как ярый сторонник привлечения афроамериканцев в ряды армии Севера, что в 1863 году привело к тому, что командование поручило ему создать несколько «цветных полков» из числа чернокожих заключённых и рабов. После создания в Мэриленде одного из таких полков, Бирни в мае 1863 года получил звание бригадного генерала.
В 1890 году Бирни опубликовал книгу «The Life and Times of James G. Birney», в которой подверг критике устоявшееся в кругах американских аболиционистов мнение о том, что ведущую роль в отмене рабства на территории некоторых штатов сыграл не его отец Джеймс Гиллеспи Бирни, а глава Американского общества по борьбе с рабством Уильям Ллойд Гаррисон. Публикация книги вызвала крайне негативную реакцию со стороны людей, поддерживавших Гаррисона. В ответ на критику своей книги Уильям Бирни занял более радикальную позицию по отношению к Гаррисону, заявив что ему была отведена второстепенная роль в борьбе с рабством не только на территории Соединённых Штатов в целом, но и в своей повседневной жизни в частности. В этих распрях и попытках отбиться от нападок последователей Гаррисона (вроде его соратника и коллеги Оливера Джонсона) Бирни и провёл последние годы своей жизни.